# Mariel
Mariel là một đô thị và thành phố ở tỉnh La Habana của Cuba. Thành phố này nằm cách khoảng 40 ki-lô-mét (25 mi) về phía tây thủ đô La Habana. Vị trí ở phía đông nam vịnh Mariel.
Về phía tây vịnh là cảng, nhà máy xi măng, nhà máy điện, phía tây là một căn cứ tàu ngầm trước đây, sau này thành khu vực tự do thương mại.

## Thông tin nhân khẩu
Năm 2004, đô thị Mariel có dân số 42.504 người. Diện tích là 269 km² (103,9 mi²), với mật độ dân số là 158,0người/km² (409,2người/sq mi).